# 5àsec
5àsec (pronunciado sancaséc) es una red de lavanderías originaria de Francia.

## Historia

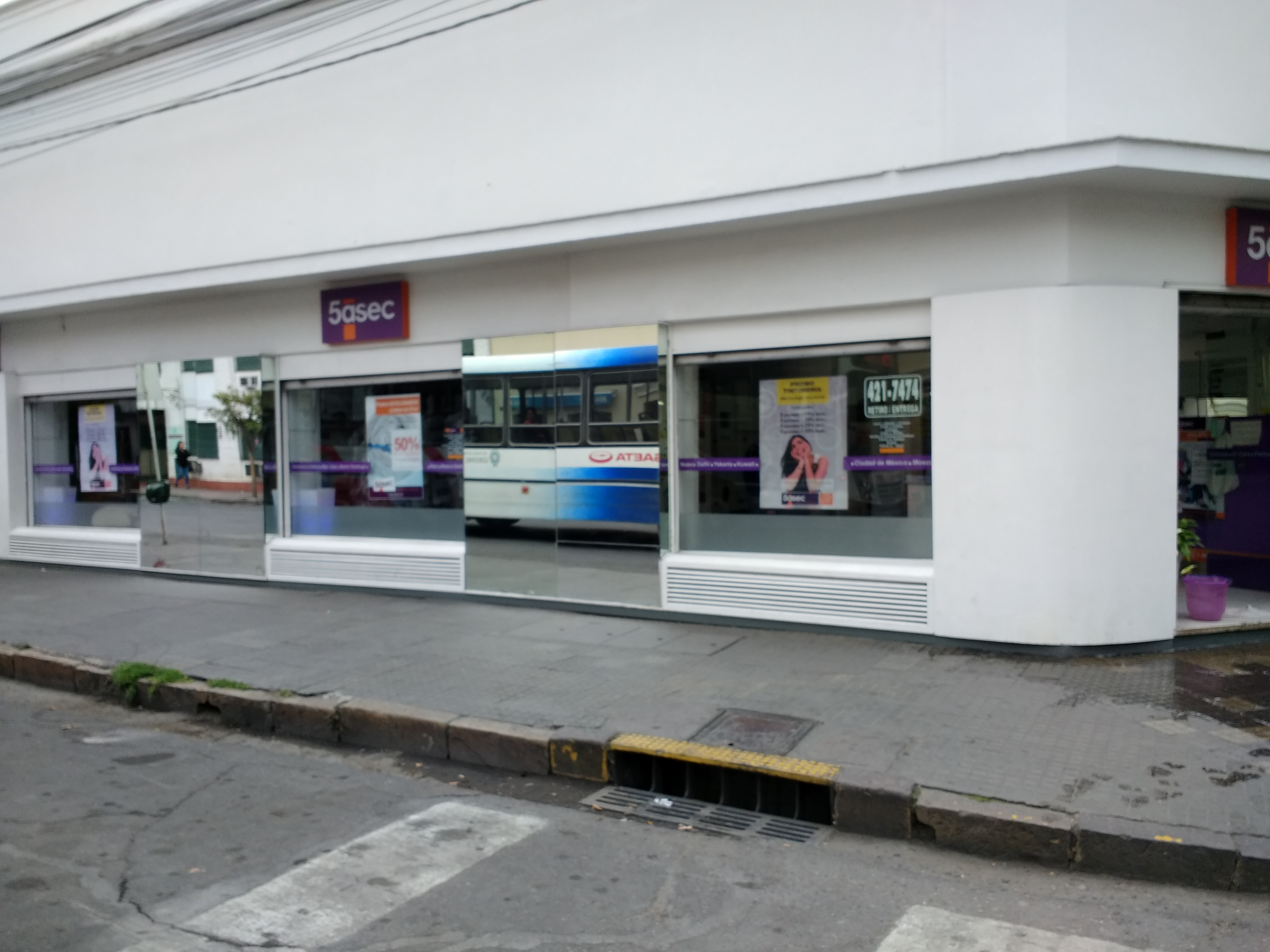
Una tienda 5àsec en Salta, Argentina

Fundada en 1968 en Marsella, Francia, el nombre "5 à sec" (cinco a seco) tiene origen en los cinco niveles de precios entonces existentes, y del proceso de lavado a seco. La plantilla simplificada de tarifas ofertada por 5àsec era inaudita para la época. Empleando el modelo de franquicias, la empresa creció rápidamente, llegando en quince años al número de 580 tiendas.
En el inicio de la década de 1970, 5àsec comenzó su expansión internacional, por medio de franquicias-maestras en los países de lengua francesa vecinos de Francia: Bélgica, Luxemburgo y Suiza. En la década de 1990, 5àsec se estableció en los países de la península ibérica (Portugal, España), y de allá llegó a América: Argentina, Brasil.
Los años 2000 fueron marcados por la llegada de nuevos inversores. El Grupo, entonces, asumió una nueva dimensión con la adquisición de nuevos franqueados y franqueados-maestros, particularmente en los países de Europa central y oriental. El número de tiendas duplicó, en un ritmo de 100 nuevas tiendas por año. En 2009, David Sztabholz asumió la dirección del Grupo y promovió el desarrollo de 5àsec en los mercados en crecimiento, con la adquisición de franquicias-maestras en Brasil (2010), y entrada en el mercado de India (2010), Egipto (2011) y Colombia (2011).
En el inicio de 2012 la red 5àsec contaba con cerca de dos mil tiendas, y casi 7000 empleados, atendiendo más de 120.000 clientes por día en todo el mundo.

## Tipos de franquicia
Cerca de 80% de las tiendas 5àsec en el mundo son de propiedad de los franqueados. El franqueado gestiona la operación del punto o puntos de venta para el cual él es responsable, envolviéndose en todos los niveles de actividad. 
El franqueado-maestro es responsable por el desarrollo de la franquicia en una determinada área geográfica. Él gestiona y desarrolla su red de tiendas propias y franquicias en función del área cubierta. Él puede abrir sus tiendas propias o comercializar la franquicia en el país o en el área específica.